# 咖哩雞

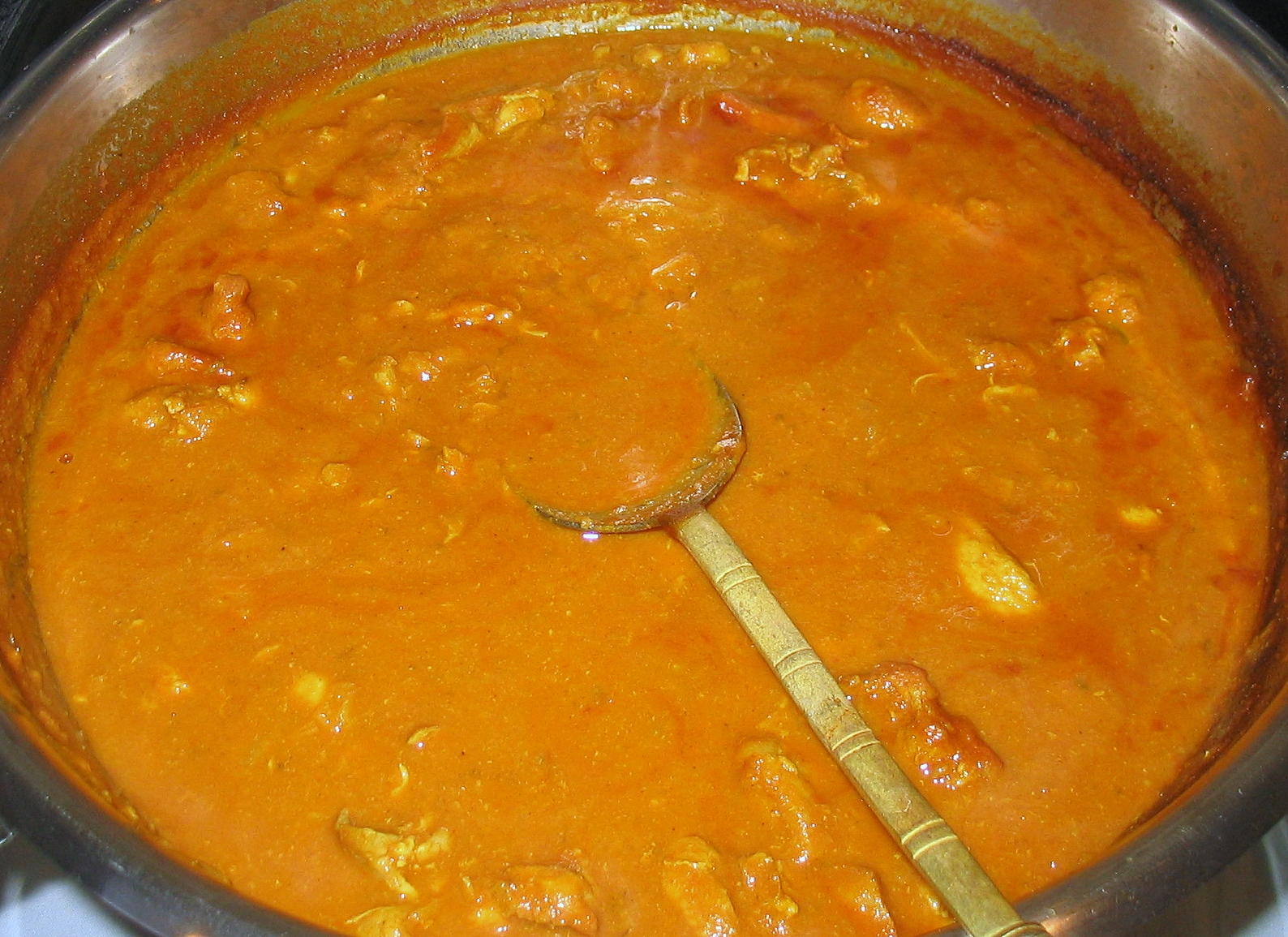
咖哩雞

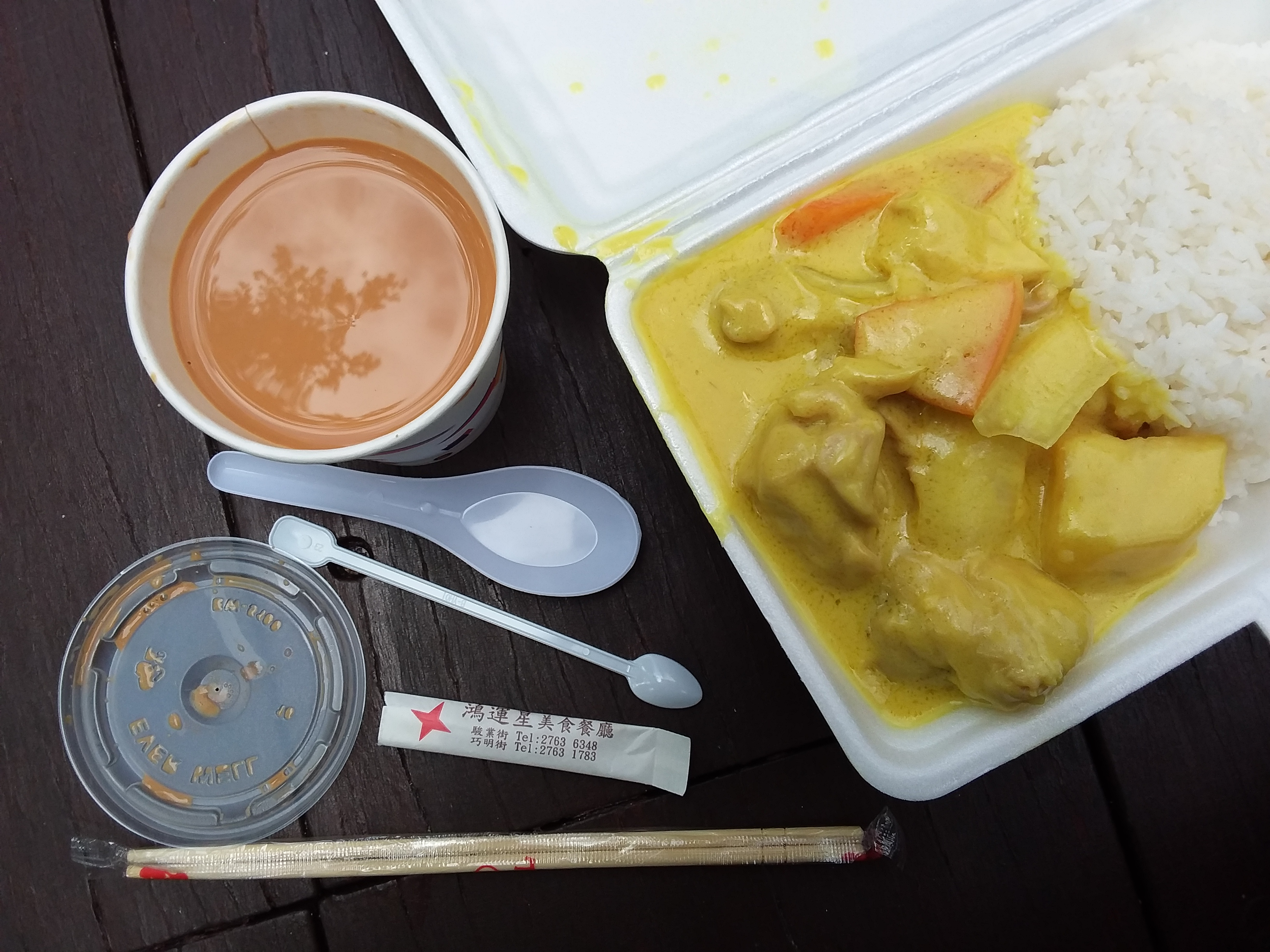
香港購得之咖喱薯仔（馬鈴薯）雞飯，盛載於飯盒中，配以港式奶茶

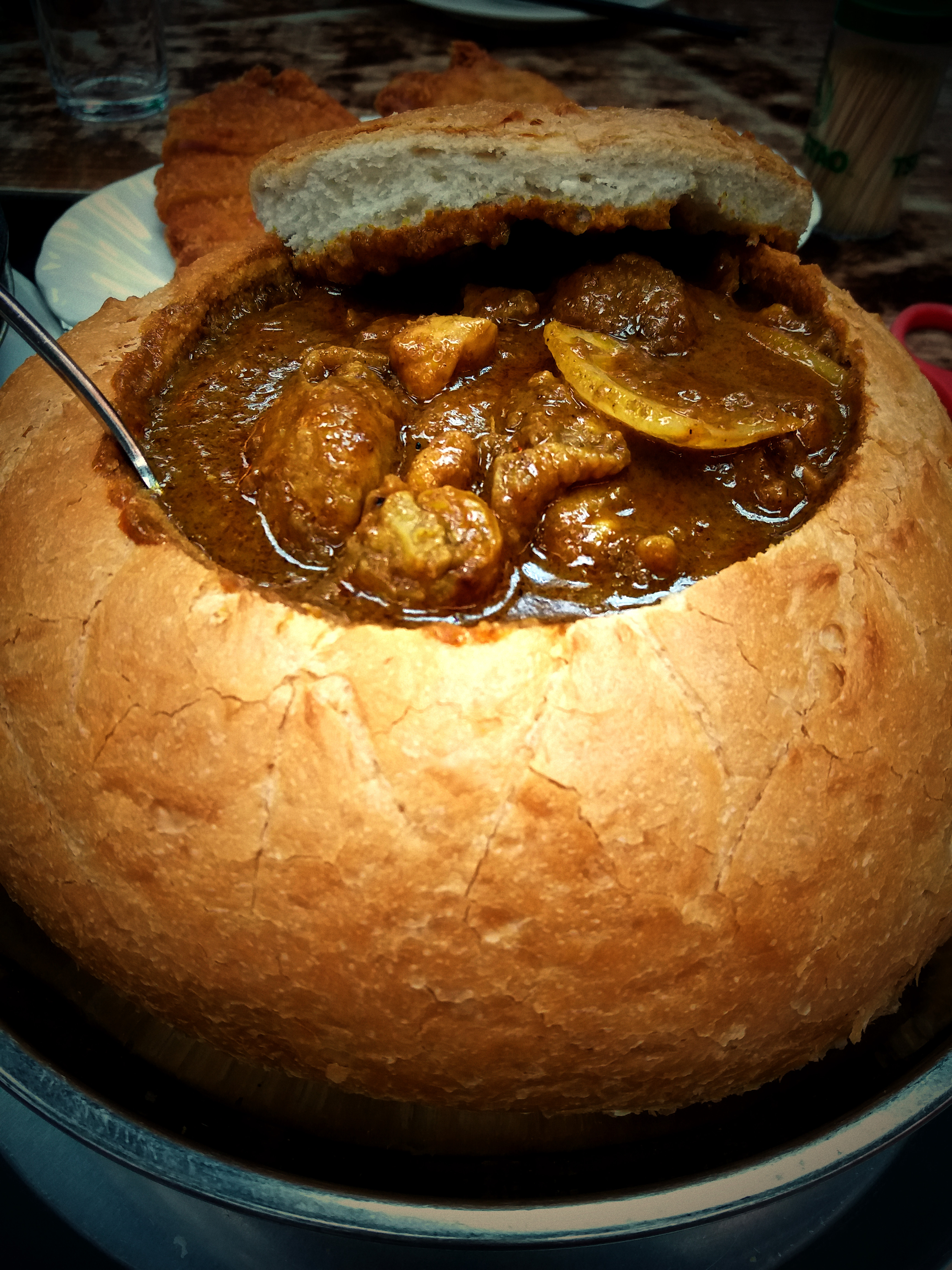
咖哩雞包

咖哩雞，是一種印度次大陸的菜式，不過在東亞都很流行。咖哩雞煮法簡單，其它用料成份不同可變化出各地風味，如印度咖哩雞、馬來和港式快餐咖哩雞馬鈴薯飯等。

## 印度次大陆
印度菜有大量的地区差异，在基本的咖喱鸡食谱上有许多变化。印度咖喱鸡通常先用整个香料在油中加热，用洋葱、薑、大蒜和番茄以及香料粉制成酱汁，将带骨的鸡肉放入酱汁中，炖至熟透。在印度南部，椰子和咖喱叶也是常见的配料。咖喱鸡通常用香菜叶装饰，并与米饭或烤肉一起食用。
在印度南部，咖喱鸡可能会用椰奶来勾芡。